# Geoffrey Bouchard
Geoffrey Bouchard (* 1. April 1992 in Dijon) ist ein französischer Radrennfahrer.

## Sportliche Laufbahn
Bouchard gewann im Jahr 2018 die Gesamtwertung der Tour Alsace und fuhr anschließend am Saisonende als Stagiaire beim UCI WorldTeam Ag2r La Mondiale.
Anschließend erhielt Bouchard bei Ag2r La Mondiale einen regulären Vertrag und bestritt mit der Vuelta a España 2019 seine erste Grand Tour. Zunächst sollte er seinen Kapitän Pierre Latour durch Angriffe in den Bergen unterstützen. Nachdem er auf diese Weise zahlreiche Punkte in der Bergwertung erhalten hatte, wurde die Taktik geändert und Bouchard konzentrierte sich auf dieses Sonderklassement, das er schließlich gewann.
Beim Giro d’Italia 2021 konnte Bouchard ebenfalls die Bergwertung gewinnen. 2022 gewann er nach langer Flucht, bei der er mit Ben Zwiehoff seinen letzten Begleiter abschütteln konnte, die erste Etappe der Tour of the Alps.

## Erfolge
2018
- Gesamtwertung und eine Etappe Tour Alsace

2019
- Bergwertung Vuelta a España

2021
- Bergwertung Giro d’Italia

2022
- eine Etappe Tour of the Alps

## Grand Tour-Platzierungen
| Grand Tour            | 2019 | 2020 | 2021 | 2022 | 2023 | 2024 | 2025 |
| --------------------- | ---- | ---- | ---- | ---- | ---- | ---- | ---- |
| Giro d’ItaliaGiro     | –    | 55   | 58   | –    | –    | –    | DNF  |
| Tour de FranceTour    | –    | –    | –    | DNF  | –    | –    |      |
| Vuelta a EspañaVuelta | 47   | –    | 17   | –    | DNF  | 108  |      |